# Conflitti del cuore
Conflitti del cuore (The Evening Star) è un film del 1996 diretto da Robert Harling ed è il seguito di Voglia di tenerezza.
La pellicola vede sempre come protagonista Shirley MacLaine, mentre Jack Nicholson appare in un cameo.

## Trama
A Houston Aurora vive con la sua fedele governante Rosie e ormai da anni si prende cura dei suoi nipoti orfani di madre. Il ragazzo più grande è in prigione alla sua terza accusa di possesso di droga, il secondogenito convive con una ragazza e ha un figlio piccolo, e la terzogenita Melanie sta per lasciare la casa della nonna per trasferirsi a casa del suo ragazzo, un aspirante attore. 
Rosie nota che Aurora sta scivolando in uno stato di depressione e le consiglia di rivolgersi a un terapista. Aurora comincia così alcune sedute con Jerry.  